# Bronstömygga
Bronstömygga, Aedes pionips är en tvåvingeart som beskrevs av Dyar 1919. Aedes pionips ingår i släktet Aedes och familjen stickmyggor. Arten är reproducerande i Sverige. Inga underarter finns listade i Catalogue of Life.